# Visszaható névmás
A nyelvtanban a visszaható névmás olyan névmás, amely cselekvőre utal, rendszerint ige vagy igenév alanyára, és ez esetben a névmás az ige(név) tárgya vagy határozója. Egyes nyelvekben, mint a francia vagy a román, utalhat cselekvést kifejező főnévbe beleértett cselekvőre is, és ekkor a névmás annak a főnévnek a jelzője.
Egyes nyelvekben csak hangsúlyos, nem az igéhez vagy az igenévhez kötött visszaható névmások vannak, mint a magyarban vagy az angolban. Más nyelvekben van egy ilyen visszaható névmás és egy vagy több simulószó jellegű, idegen terminussal klitikus, az igével vagy az igenévvel prozódiai szempontból egyetlen szót alkotó névmás, például a franciában, a románban vagy a BHMSz-ben.
Egyes grammatikákban a visszaható névmást a személyes névmás alkategóriájaként kezelik.

## A magyar nyelvben
A magyarban a visszaható névmások az alábbiak:
| Szám    | Személy | Személy | Személy |
| ------- | ------- | ------- | ------- |
| Szám    | 1.      | 2.      | 3.      |
| egyes:  | magam   | magad   | maga    |
| többes: | magunk  | magatok | maguk   |

Ezek a névmások hangsúlyosak ugyan, de nem nyomatékosak. Az ön-, önnön- előtaggal, a saját melléknévi jelzővel vagy a részleges kettőzéssel lesznek nyomatékosak, pl. önmagam, saját maga, magamagát stb. A visszaható névmás használható személyes névmás helyett is, vagy azzal együtt annak nyomatékosítására. Előtag nélkül is nyomatékosíthatja a személyt, például a birtokosét, amikor a birtokjellel van ellátva, pl. Ez a magamé.
A visszaható névmás a leggyakrabban tárgy, amely 1. és 2. személyben lehet ragos és ragtalan (magam vagy magamat). Mindenféle határozó is lehet, mivel tizennégy esetragot vehet fel, és névutóval is használt. Példák:
Jól érezzük magunkat ebben a városban;
Vegyél magadnak egy fürdőnadrágot;
Vidd el magaddal a pénzt!;
Ilona nem szeret magáról beszélni;
Csukd be az ajtót magad mögött.
A magyarban a visszaható névmás nem a legfőbb eszköze a visszahatás kifejezésének. Csak akkor használatos a cselekvő ige visszaható névmással, ha valamely igéből nem képezhető visszaható forma, pl. rászánja magát, feláldozza magát, kelleti magát. Azonban olyan igék is vannak, amelyek képzővel is, visszaható névmással is használhatók, árnyalati különbséggel, pl. A diák felkészültnek mutatkozott ’Látszott, hogy a diák felkészült’ vs. … felkészültnek mutatta magát ’… mímelte a felkészültet’.

## Az angolban
Ebben a nyelvben a visszaható névmások egyben nyomatékosított személyes névmások is. A személyes névmások és a -self (többes számban -selves) ön- jelentésű utótagból osszetett szavak. Csak hangsúlyos alakjaik vannak. Egyes szám harmadik személyben három alak van nemek szerint, beleértve az élettelent. Nem változik az alakjuk mondattani funkció szerint. Példák:
I fell over and hurt myself ’Elestem és megütöttem magam’;
I hope you enjoy yourself ’Remélem, (jól) szórakozol / szórakozik (maga/ön)’;
Van Gogh painted himself lots of times ’Van Gogh sokszor festette le (saját) magát’;
Helen looked at herself in the mirror ’Helen megnézte magát a tükörben’;
The country declared itself independent ’Az ország függetlenné kiáltotta ki magát’;
We suddenly found ourselves in the middle of a hostile crowd ’Hirtelen ellenséges tömeg közepén találtuk magunkat’;
Enjoy yourselves! ’Szórakozzatok / Szórakozzanak (jól)!’;
The company's directors have given themselves a big pay rise ’A cég igazgatói jól felemelték a saját fizetésüket’ (szó szerint ’… nagy fizetésemelést adtak önmaguknak’).
Határozatlan alanyra az one határozatlan névmásból és a -self utótagból összetett visszaható névmás utal, pl. One should look after oneself ’Az embernek vigyáznia kellene magára’.

## A franciában
Egyes francia grammatikákban úgy tekintik, hogy csak egy visszaható névmás van, mégpedig harmadik személyű. Másokban visszahatókként kezelik a klitikus 1. és 2. személyű személyes névmásokat is, amikor az alanyra utalnak. Ebben a nézetben a visszaható névmások az alábbiak:
| 1.      | 2.     | 3.           |             |
| egyes:  | me, m’ | te, t’, -toi | se, s’, soi |
| többes: | nous   | (-)vous      | se, s’, soi |

Kizárólag visszaható csak a harmadik személyű névmás. A többi visszahatóként is használt személyes névmás.
Egy kivételével (soi) a franciában mindegyik visszaható névmás klitikus. Egyeseknek vannak hangkivetéssel a magánhangzóval kezdődő igékhez és igenevekhez kötött alakjaik: m’, t’, s’.
A többes számú névmások alakjai azonosak az alanyi funkciójú személyes névmások megfelelő személyű alakjaival.
A klitikus visszaható névmások követik a felszólító módú ige parancsoló alakját, írásban kötőjellel. Egyetlen hangsúlyos szót alkotnak vele. A -toi változat erre a használatra való.
E névmások egyike sem fejezi ki a nemet.
A soi hangsúlyos alak személy(eke)t képviselő határozatlan névmásra utal (chacun ’mindegyik’, quelqu’un ’valaki’, tout le monde ’mindenki’), és mindenféle határozó lehet, főleg elöljárószóval. Cselekvést kifejező főnév nem kitett cselekvőjét is képviselheti, azon főnév jelzőjeként. Példák:
Après le spectacle, chacun est rentré chez soi ’Az előadás után mindegyik hazament’ (szó szerint ’… magához…’);
La confiance en soi est nécessaire dans la vie ’Az életben szükséges az önbizalom’ (szó szerint ’… a bizalom magában’).
E névmást nyomatékosítani lehet a même határozatlan melléknévi névmással, pl. Dans la vie, chacun pense d’abord à soi-même ’Az életben mindenki előbb saját magára gondol’.
A klitikus alakok lehetnek tárgyi (T) vagy részeshatározói (Rh) funkciójúak, de mondattani funkció nélküliek, egyszerűen az igéhez/igenévhez tartozók is lehetnek. Ez az ige jelentésétől függ. Példák:
| Példa | A névmás funkciója | Az ige jelentése      |
| --- | ------------------ | --------------------- |
| Elle s’est coiffée ’Megfésülködött’ (szó szerint *’Megfésülte magát’)                                      | T                  | visszaható            |
| Je me suis lavé les dents ’Fogat mostam’ (szó szerint *’Megmostam magamnak a fogakat’)                     | Rh                 | visszaható            |
| Louis et Alexandre se connaissent depuis leur enfance ’Louis és Alexandre gyerekkoruk óta ismerik egymást’ | T                  | kölcsönös             |
| Estelle et moi, nous nous téléphonons très régulièrement ’Estelle és én gyakran telefonálunk egymásnak’    | Rh                 | kölcsönös             |
| Ce plat se prépare en cinq minutes ’Ez az étel öt perc alatt készül el’ (szó szerint *’… készíti magát’)   | –                  | szenvedő              |
| L’oiseau s’est envolé ’A madár elrepült’ (szó szerint *’… elrepülte magát’)                                | –                  | csak visszaható alakú |

Analógia útján a visszahatókként használt 1. és 2. személyű klitikus személyes névmásokkal az a nézet is létezik, miszerint a hangsúlyos 1. és 2. személyű személyes névmások is visszahatóak, amikor az alanyra utalnak. Példák:
Je ne compte que sur moi ’Csak magamban bízok’;
Tu as une fâcheuse tendance à ne penser qu’à toi et à oublier les autres ’Az a bosszantó hajlamod van, hogy csak magadra gondolsz és megfeledkezel a többiekről’;
Il a toujours un peu d’argent sur lui ’Mindig van magánál egy kis pénz’;
Carla a gardé les enfants chez elle aujourd’hui, parce qu’elle a une journée de libre ’Carla ma otthon tartotta a gyerekeket, mert szabadnapos volt’ (szó szerint ’… magánál…’);
Nous avions fait ça pour nous et pas pour que ça soit diffusé partout ’A magunk számára csináltuk ezt, nem arra, hogy elterjesszék mindenhová’;
Vous pouvez le garder pour vous ’Megtarthatjátok magatoknak / Megtarthatja magának / Megtarthatják maguknak’;
Soudain, ils entendirent un grand bruit derrière eux ’Hirtelen nagy zajt hallottak maguk mögött’ (hímnem);
Elles ont tout gardé pour elles ’Mindent maguknak tartottak meg’ (nőnem).
Ezeket a névmásokat is lehet nyomatékosítani úgy, mint a soi névmást, a même (többes számban mêmes) szóval. Példák:
Tu as une fâcheuse tendance à ne penser qu’à toi-même ’Az a bosszantó hajlamod van, hogy csak saját magadra gondolsz’;
On a acheté ça pour nous-mêmes ’Saját magunknak vettük ezt’;
Vous pouvez le garder pour vous-mêmes ’Megtarthatjátok saját magatoknak / Megtarthatja saját magának / Megtarthatják saját maguknak’;
Elles ont tout gardé pour elles-mêmes ’Önmaguknak tartottak meg mindent’ (nőnem).

## A románban
Ebben a nyelvben több visszaható névmás van, mint a franciában. Klitikus alakjaik az alábbiak:
| Eset         | Szám    | Személy                     | Személy                   | Személy                 |
| ------------ | ------- | --------------------------- | ------------------------- | ----------------------- |
| Eset         | Szám    | 1.                          | 2.                        | 3.                      |
| Tárgyeset:   | egyes:  | mă, -mă, m-, -m-            | te, -te, te-, -te-        | se, -se, s-, -s-        |
| Tárgyeset:   | többes: | ne, -ne, ne-, -ne-          | vă, -vă, v-, -v-          | se, -se, s-, -s-        |
| Részes eset: | egyes:  | îmi, mi, -mi, mi-, -mi-     | îți, ți, -ți, ți-, -ți-   | își, și, -și, și-, -și- |
| Részes eset: | többes: | ne, -ne, ne-, -ne-, ni, ni- | vă, -vă, v-, -v-, vi, vi- | își, și, -și, și-, -și- |

Egyetlen nem klitikus alak van, az alábbi esetalakokkal:
- egy tárgyeset egyes és többes számú alak: sine ’magát’;
- két részes eset egyes és többes számú alak: sie, sieși ’magának’.

Kizárólag visszahatóak csak a harmadik személyű névmások. A többi visszahatóként is használt személyes névmás.
E névmások egyike sem fejezi ki a nemet.
A klitikus alakoknak több változatuk van attól függően, hogy milyen elemekkel érintkeznek (lexikai jelentésű ige, segédige, klitikus személyes névmások), és hogy milyen helyzetben vannak ezekhez viszonyítva: előttük vagy utánuk.
A sine névmás utalhat határozatlan személyre, de határozott harmadik személyre is, tárgyi (pl. Nu se gândește decât la sine ’Csak magára gondol’), vagy részeshatározói funkcióban: Își mulțumește sieși ’(Saját) magának köszöni’. Jelzője is lehet cselekvést kifejező főnévnek, pl. Lauda de sine nu miroase a bine szó szerint ’Az öndicséretnek nincs jó szaga’ (közmondás).
A klitikus alakok lehetnek tárgyi (T) vagy részeshatározói (Rh) funkciójúak, valamint funkció nélküliek. Román grammatikákban több jelentésüket különítik el a visszaható névmással használt igéknek, mint a franciában. Példák:
| Példa                                                                                | A névmás funkciója | Az ige jelentése            |
| ------------------------------------------------------------------------------------ | ------------------ | --------------------------- |
| Se spală ’Mosakodik’ (szó szerint ’Mossa magát’)                                     | T                  | objektív visszaható         |
| Își spune că… ’Azt mondogatja magában, hogy…’ (szó szerint *’Magának mondja, hogy…’) | Rh                 | objektív visszaható         |
| Ne certăm des ’Gyakran veszekszünk’ (szó szerint ’Gyakran szidjuk egymást’)          | T                  | kölcsönös                   |
| Își dau palme ’Pofozkodnak’ (szó szerint ’Pofonokat adnak egymásnak’)                | Rh                 | kölcsönös                   |
| Își cumpără un palton ’Kabátot vesz magának’                                         | Rh                 | résztvevő                   |
| Ți-ai văzut fata? ’Láttad a lányodat?’ (szó szerint *’Láttad magadnak a lányt?’      | Rh                 | birtokos                    |
| M-am născut iarna ’Télen születtem’ (szó szerint *’Télen szültem magam’)             | –                  | szenvedő                    |
| El se ruga de iertare ’Bocsánatért esedezett’ (szó szerint *’… esedezte magát’)      | –                  | dinamikus                   |
| El s-a îmbolnăvit ’Megbetegedett’ (szó szerint ’Megbetegítette magát’)               | –                  | állapot változását kifejező |
| La ei se mănâncă mult ’Náluk sokat esznek’ (szó szerint *’… sok eszi magát’)         | –                  | személytelen                |

## A BHMSz-ben
A közép-délszláv diarendszer nyelveiben (bosnyák, horvát, montenegrói, szerb) csak egy visszaható névmás van, amely akármelyik személyre vonatkozik, és nem, valamint szám szerint is változatlan alakú.
Klitikus alakját olyan igétípusokkal használják, mint a franciában vagy a románban, de csak tárgyi funkcióval vagy semmilyennel, például:
(horvátul) Ja sam se počešljao ’Megfésülködtem’ (szó szerint *’Megfésültem magam’);
Ti si se počešljala ’Megfésülködtél’;
Sestra se počešljala ’A nővérem megfésülködött’;
Dječaci su se počešljali ’A fiúk megfésülködtek’;
(szerbül) On se rodio 1797. godine ’1797-ben született’ (szó szerint *’… szülte magát’).
A hangsúlyos alakját úgy ragozzák, mint a hangsúlyos személyes névmásokat. Van birtokos-tárgy esete (sebe), részes-locativus esete (sebi) és eszközhatározói esete (sobom), de nincs alanyesete. Tárgy és mindenféle típusú határozó lehet elöljárószóval vagy anélkül. Példák:
(bosnyákul) Što god čujete, zadržite za sebe ’Akármit hallotok, tartsátok meg magatoknak;
(horvátul) Uzet ćemo sa sobom kojugod knjigu ’Magunkkal visszük akármelyik könyvet;
(szerbül) Pisac govori o sebi ’Az író magáról beszél’;
(montenegróiul) Nemam pri sebi ničega za pisanje ’Nincs nálam semmiféle írószerszám’.
Ez az egyetlen, mindegyik személyt képviselő névmás, amelyet nyomatékosítani lehet a sam(a) ’egyedül’ főjelentésű melléknévvel, amelynek ebben a szerepében „saját” a jelentése, pl. On sam sebe ne poznaje ’Ő nem ismeri saját magát’.